# Zofia Garlińska-Hansen
Zofia Aleksandra Garlińska-Hansen (ur. 13 maja 1924 w Kałuszynie, zm. 24 stycznia 2013 w Warszawie) – polska architekt, przedstawicielka modernizmu, współautorka teorii formy otwartej (1957) i koncepcji Linearnego Systemu Ciągłego (1967).

## Życiorys

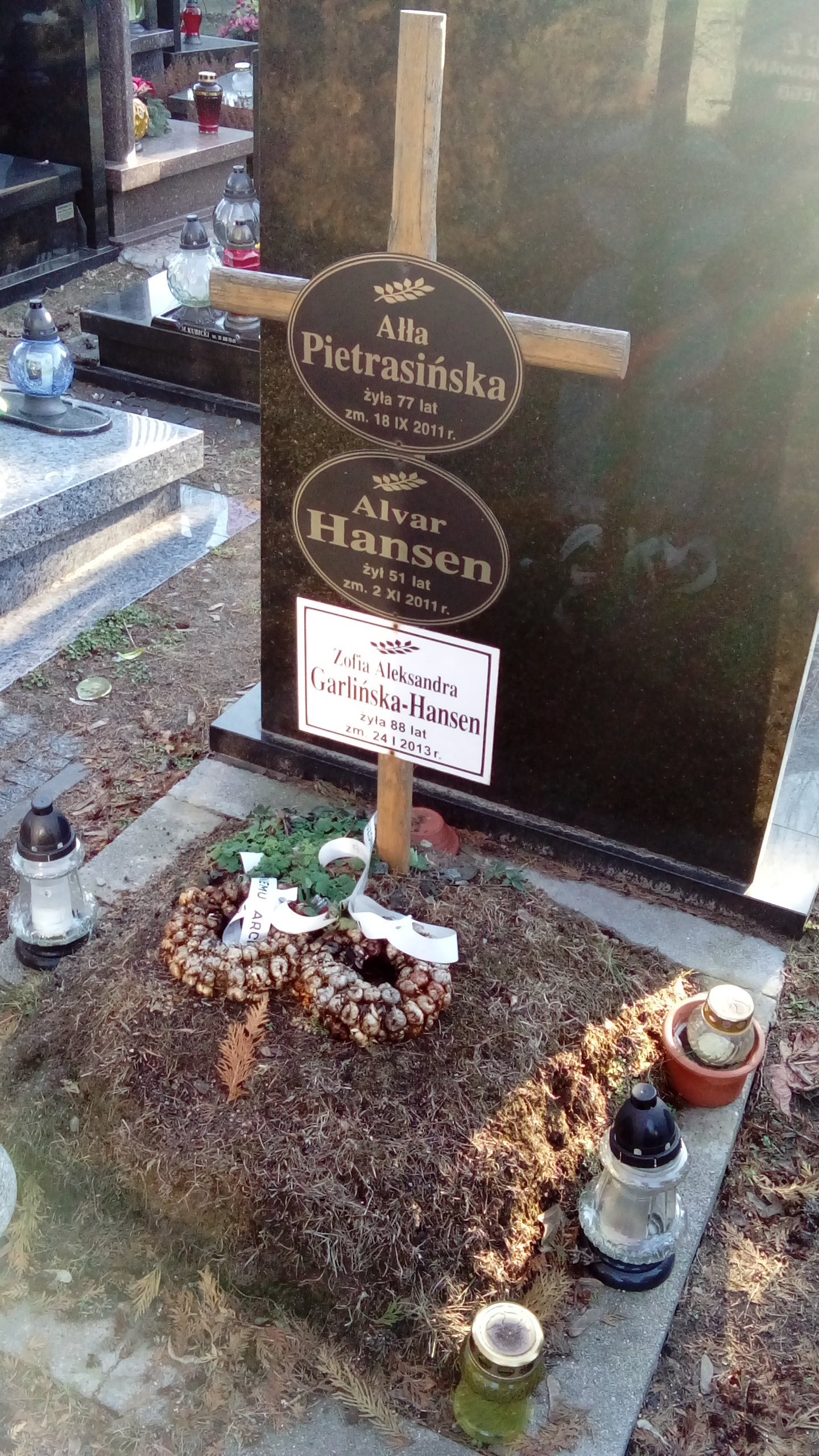
Grób Alvara Hansena i Zofii Garlińskiej-Hansen na Cmentarzu Wojskowym na Powązkach

Studiowała na Wydziale Architektury Politechniki Warszawskiej pod kierunkiem Romualda Gutta, dyplom ukończenia otrzymała w 1952. Razem z mężem Oskarem Hansenem zaprojektowała zespoły mieszkaniowe w Warszawie: Rakowiec (1961-1963), Torwar (1964–1968), Bracławska (1964-1974), Przyczółek Grochowski (1968-1974) oraz osiedle im. Juliusza Słowackiego w Lublinie (1961). Była współautorką kreowanej przez męża koncepcji linearnej systemu ciągłego zakładającej powstawanie aglomeracji w układzie południkowym, gdzie poszczególne strefy funkcjonalne miały przeplatać się ze strefami mieszkalnymi. System ten negował tradycyjny podział na centrum i przedmieścia. Ponadto Hansenowie stworzyli teorię formy otwartej, która wprowadzała zasadę projektowania obiektów mieszkalnych na miarę potrzeb mieszkańca.
Została pochowana na cmentarzu Wojskowym na Powązkach w kwaterze 43AII-2-6; była matką Alvara Hansena.
W 2013 ukazał się reportaż biograficzny Filipa Springera Zaczyn : o Zofii i Oskarze Hansenach.